# Christiansfeld
Christiansfeld – miasto w Danii, w regionie Dania Południowa, w gminie Kolding. 
Historycznie jest związane z kościołem braci morawskich. W 2015 roku wpisane na listę światowego dziedzictwa UNESCO.

## Geografia

### Położenie
Christiansfeld leży w gminie Kolding w regionie Dania Południowa, pomiędzy miastami Kolding i Haderslev  .

### Demografia
W 2022 roku miasto zamieszkiwało 2977 osób, a przy powierzchni 2,4 km² gęstość zaludnienia wynosiła 1263 os./km² . 

## Historia
Miasto powstało z inicjatywy króla Danii Chrystiana VII (1749–1808), który pod wrażeniem kunsztu rzemieślników i kupców braci morawskich poznanych w holenderskim Zeist, w 1771 roku zezwolił braciom morawskim na założenie kolonii na ziemi królewskiej Tyrstrup . Kolonia – nazwana na cześć króla Christiansfeld – została założona 1 kwietnia 1773 roku . Osada została wzniesiona zgodnie z założeniami planistycznymi wspólnoty kościelnej – wokół centralnie położonego placu kościelnego. Zbudowano kościół z plebanią, domy mieszkalne, szkoły i hotel . Inspiracją dla kolonii Christiansfeld były inne osady braci morawskich w Europie takich jak saksońskie Herrnhut. Plan kolonii był wzorowany na planach osad Herrnhaag i Gnadau.
Bracia morawscy zostali zwolnieni ze składania przysięgi na wierność królowi i otrzymali liczne przywileje . W Christiansfeld kwitło rzemiosło – wyprawiano skóry, szyto rękawiczki, produkowano świece, tytoń i mydło . Kolonia szybko się rozwijała – ok. 1800 roku liczyła 732 członków. Okres jej świetności zakończyła wojna duńska w 1864 roku, w wyniku której Holsztyn uzyskała Austria, Szlezwik przypadł Prusom, a państwo duńskie zostało okrojone, przez co Christiansfeld utraciło swoje zaplecze . 
W 2015 roku Christiansfeld zostało wpisane na listę światowego dziedzictwa UNESCO .

## Urbanistyka i architektura
Miasto stanowi bardzo dobrze zachowany przykład realizacji założeń planistycznych braci morawskich, zakładających rozwój osady wokół centralnie położonego placu kościelnego . Plac położony jest między dwoma głównymi ulicami – biegnącymi równolegle ze wschodu na zachód – Lindegade na południu i Nørregade na północy. Przy placu oprócz kościoła, zlokalizowano plebanie, dom sióstr i dom burmistrza. 
Przy ulicach o szerokości 24 alenów hamburskich wyznaczono działki o szerokości od 20 do 40 alenów, na których stanęły domy mieszkalne z ogrodami zorientowanymi na północ i południe. Ulice obsadzono drzewami lipowymi w odstępach 8 alenów. 
Na peryferiach miasta zlokalizowano budynki użyteczności publicznej, w tym domy dla wdów oraz dla kawalerów i niezamężnych kobiet . Na obrzeżach znajdowały się pola uprawne . 
Zabudowa, zgodnie z modelem urbanistyki protestanckiej, jest jednorodna, prosta i pozbawiona zdobień . Budynki wzniesione z żółtej cegły przykrywają dachy z czerwonej dachówki . Większość gmachów powstała w ciągu 40 lat. 